# SV Atlas Delmenhorst (2012)
Der SV Atlas Delmenhorst e. V., kurz SV Atlas Delmenhorst und auch SV Atlas oder Atlas Delmenhorst genannt, ist ein Fußballverein aus Delmenhorst in Niedersachsen. Der Verein wurde am 4. April 2012 gegründet und hat die Vereinsfarben Blau-Gelb. Die erste Fußballmannschaft spielte von 2020 bis 2023 in der Regionalliga Nord und qualifizierte sich seit 2019 mehrmals für den DFB-Pokal. Seit dem Abstieg im Jahre 2023 spielt die erste Mannschaft in der Oberliga Niedersachsen.
Heimspielstätte ist das Städtische Stadion an der Düsternortstraße. Der heutige SV Atlas ist der Nachfolgeverein des historischen Sportvereins SV Atlas Delmenhorst, der von 1973 bis 2002 existierte und insolvenzbedingt aufgelöst wurde.

## Geschichte

### Der historische Verein
Der historische Verein SV Atlas Delmenhorst entstand am 13. Juli 1973 durch die Fusion der Vereine SSV Delmenhorst, Roland Delmenhorst und VSK Bungerhof. Finanziell unterstützt vom Baumaschinenhersteller Atlas Weyhausen verpflichtete der neue Verein zahlreiche Ex-Profis und stieg in kurzer Zeit von der fünftklassigen Verbandsliga in die drittklassige Oberliga Nord auf. Sportlicher Höhepunkt war der vierte Platz in der Saison 1979/80. Nach mehreren Jahren der sportlichen Stagnation spielten die Delmenhorster von 1995 bis 1998 nochmal in der drittklassigen Regionalliga Nord, ehe Hauptsponsor Weyhausen in finanzielle Schwierigkeiten geriet und die finanziellen Zuwendungen einstellte. Am 7. Oktober 1999 wurde der Verein in Delmenhorster Sportclub umbenannt. Drei Jahre später musste der Delmenhorster SC Insolvenz anmelden und wurde aufgelöst.
Um die Jugendabteilung des Delmenhorster SC aufzufangen, wurde Eintracht Delmenhorst unter dem Vorsitz von Werner Birnstiel gegründet. Der Verein spielte ab 2003 in der Kreisliga Oldenburg-Land, wo die Mannschaft mehrfach am Aufstieg in die Bezirksliga scheiterte. Nachdem sich im Jahre 2008 einige Sponsoren vom Verein abwendeten zog die Eintracht ihre Mannschaft zunächst in die 1. Kreisklasse zurück, ehe der Club ab 2009 keine Mannschaft mehr stellen konnte. Tammo Renken, der seit seinem 18. Lebensjahr für die Delmenhorster Eintracht spielte, strebte bereits im Jahr 2005 eine Umbenennung zum SV Atlas Delmenhorst an. Diese Idee stieß beim Vorstand und den anderen Abteilungen des Vereins allerdings auf taube Ohren. Da eine Neugründung mit hoher Wahrscheinlichkeit einen Start in der untersten Spielklasse vorausgesetzt hätte und somit für potentielle Neuzugänge uninteressant gewesen wäre, spielten Renken und seine Mitstreiter auch mit den Gedanken einen der anderen kleineren Delmenhorster Vereine zu übernehmen und diesen umzubenennen.
Als dann jedoch im Jahr 2009 die Auflösung der Fußballsparte der Delmenhorster Eintracht feststand, ebnete dies den Weg für sein Vorhaben. Tammo Renken konnte vor allem Bastian Fuhrken von seiner Idee überzeugen und so ging man auf den 1. Vorsitzenden der Eintracht zu um diesen das Angebot zu machen, eine Mannschaft für die Saison 2010/11 auf die Beine zustellen, wenn man sich einer Umbenennung des Vereins öffnen würde. Birnstiel willigte ein, doch das Vorhaben scheiterte bei der Mitgliederversammlung im Jahre 2011. Eine Stimme fehlte für die Umbenennung des Vereins.

### Der heutige Verein

#### Neuaufbau (2012 bis 2017)
Am 4. April 2012 wurde der SV Atlas in der Gaststätte Jan Harpstedt neu gegründet und übernahm die ausgegliederte Fußballabteilung der Eintracht. Damit überhaupt alle Posten im Verein besetzt werden konnten, holten sich die Vereinsgründer noch jemanden von der Theke dazu, um auf die benötigten sieben Personen zu kommen, erinnert sich Initiator Tammo Renken. Bastian Fuhrken verwies darauf, dass einige Personen eine Neugründung des Vereins verhindern wollten. Um nicht wie der Vorgängerverein von nur einem übermächtigen Mäzen abhängig zu sein, gingen die Verantwortlichen zunächst auf Sponsorensuche und bauten einen Pool aus mittelständischen Unternehmen aus Delmenhorst auf. In den Anfangstagen herrschte insbesondere bei den anderen Vereinen der Stadt große Skepsis gegenüber dem neuen Verein. Teilweise wurden die Atlas-Neugründer belächelt und dem neuen Verein nur zwei Jahre Lebenszeit gegeben.
Das erste Spiel der Vereinsgeschichte war ein Freundschaftsspiel gegen die zweite Mannschaft des VfB Oldenburg, zu dem 1200 Zuschauer ins Stadion kamen. Zur Saison 2012/13 übernahm der neue SV Atlas den Platz der Eintracht in der 1. Kreisklasse Oldenburg-Land und schaffte auf Anhieb als Vizemeister hinter Rot-Weiß Hürriyet Delmenhorst den Aufstieg in die Kreisliga. Dort wurden die Delmenhorster in der Saison 2013/14 als Aufsteiger Vizemeister hinter dem TSV Ganderkesee. Großen Anteil an diesem Erfolg hatte Torjäger Dominik Entelmann mit 44 Toren. In der folgenden Aufstiegsrunde besiegte Delmenhorst zunächst den TuS Ofen aus Bad Zwischenahn mit 6:1 und gewann dann am 14. Juni 2014 im Wilhelmshavener Jadestadion gegen Frisia Wilhelmshaven mit 3:0. Damit machte der SV Atlas den Durchmarsch in die Bezirksliga perfekt.
Auch in der Bezirksliga spielten die Delmenhorster um die Meisterschaft mit. Am letzten Spieltag musste der SV Atlas zum VfL Wittekind Wildeshausen, der einen Punkt Vorsprung hatte. Delmenhorst ging in der 74. Minute in Führung, musste jedoch sechs Minuten später den Ausgleich hinnehmen und wurde schließlich Vizemeister. Mit 4000 Zuschauern im Wildeshauser Stadion wurde ein neuer deutscher Rekord für ein Bezirksligaspiel aufgestellt. In der folgenden Saison 2015/16 konnte die Mannschaft bereits vier Spieltage vor Saisonende durch einen 5:0-Sieg gegen GVO Oldenburg der Aufstieg in die Landesliga Weser/Ems perfekt machen. Dominik Entelmann wurde mit 29 Treffern Torschützenkönig der Liga, während Iman Bi-Ria mit 25 Saisontoren Dritter wurde.
In der Saison 2016/17 verlief die erste Saisonhälfte im oberen Mittelfeld der Landesliga Weser/Ems. Doch in der Rückrunde steigerte sich der SV Atlas und spielte um die Meisterschaft. Am letzten Spieltag fiel die Entscheidung zu Gunsten der Delmenhorster, die den bereits feststehenden Absteiger VfL Wittekind Wildeshausen vor 1500 Zuschauern mit 5:1 besiegten. Dabei profitierte Atlas vom gleichzeitigen 3:3 des direkten Konkurrenten Blau-Weiß Lohne beim SV Bad Rothenfelde. Mit dem vierten Aufstieg in fünf Jahren erreichte der neue SV Atlas die Oberliga Niedersachsen und übertraf damit das bei der Neugründung gesetzte Ziel, innerhalb von fünf Jahren die Landesliga zu erreichen.

#### Weg in die Regionalliga (2017 bis 2023)
Der Verein erlebte in der Oberligasaison 2017/18 Wachstumsgrenzen. Nach einer guten Hinrunde, bei der die SVG Göttingen 07 mit 9:2 geschlagen wurde, geriet die Mannschaft in der Rückrunde in den Abstiegskampf. Erst am vorletzten Spieltag konnte der Klassenerhalt nach einem 5:0-Sieg beim SVG Göttingen 07 gesichert werden. In der folgenden Saison 2018/19 belegte Atlas Mitte November Platz vier, trennte sich aber überraschend vom Trainer Jürgen Hahn. Nachfolger wurde Olaf Blancke, der die Mannschaft in das Endspiel um den Niedersachsenpokal der Amateure führte. Dennoch trennte sich der Verein am 10. Mai 2019 aus sportlichen Gründen vom Trainer. Daniel von Seggern übernahm interimsweise das Traineramt und gewann mit dem SV Atlas den erstmals ausgespielten Niedersachsenpokal der Amateure durch einen 3:2-Finalsieg über den TuS Bersenbrück.
Durch den Sieg im Landespokal nahm der SV Atlas am DFB-Pokal 2019/20 teil. Dort traf die Mannschaft in der ersten Runde auf den Bundesligisten Werder Bremen und verlor mit 1:6. Tom Schmidt erzielte den Ehrentreffer für Delmenhorst. Die Partie wurde wegen der größeren Kapazität im Bremer Weserstadion ausgetragen, wofür eine Ausnahmegenehmigung des Deutschen Fußball-Bundes notwendig war. 41.500 Zuschauer bedeuteten einen neuen Zuschauerrekord für eine Erstrundenpartie im DFB-Pokal unter Beteiligung einer Amateurmannschaft. Die Oberligasaison 2019/20 wurde wegen der COVID-19-Pandemie abgebrochen. Als Vizemeister hinter dem VfV 06 Hildesheim stieg der SV Atlas nach einem Beschluss des Norddeutschen Fußballverbandes direkt in die Regionalliga auf. Die bislang eingleisige Regionalliga Nord wurde wegen der andauernden COVID-19-Pandemie in zwei Gruppen aufgeteilt, wobei der SV Atlas der Südgruppe zugeteilt wurde. Die Mannschaft konnte in der Saison 2020/21 nur sieben Spiele absolvieren, in denen der SV Atlas sieglos blieb, bevor die Spielzeit zunächst abgebrochen und dann annulliert wurde. Der Abstieg wurde ausgesetzt. In der folgenden Saison 2021/22 konnten sich die Delmenhorster steigern und erreichten Platz vier in der Gruppe Süd. Damit qualifizierte sich der SV Atlas für die Meisterrunde, wo die Delmenhorster Achte wurden. Während der Rückrunde der Saison 2022/23 geriet die Mannschaft in Abstiegsgefahr, so dass Trainer Kay Riebau Ende März 2023 gehen musste. Dominik Schmidt übernahm das Traineramt, konnte aber den Abstieg am Saisonende nicht verhindern. Der SV Atlas zog in das Finale des Niedersachsenpokals ein und verlor trotz zwischenzeitlicher 1:0-Führung mit 1:2 gegen den VfL Osnabrück.

#### Gegenwart (seit 2023)
Da sich Osnabrück bereits durch den Aufstieg in die 2. Bundesliga für den DFB-Pokal qualifizierte, zogen die Delmenhorster erneut in den DFB-Pokal ein. Dort verlor der SV Atlas in der ersten Runde gegen den FC St. Pauli mit 0:5. In der Oberliga-Saison 2023/24 wurden die Delmenhorster Dritte und verpassten damit den direkten Wiederaufstieg. Darüber hinaus erreichte die Mannschaft das Endspiel des Niedersachsenpokals der Amateure 2024, welches mit 0:2 gegen den VfV 06 Hildesheim verloren wurde. Der Start in die Saison 2024/25 misslang und im Oktober 2024 rutschte die Mannschaft auf den letzten Tabellenplatz. Trainer Dominik Schmidt musste gehen und wurde durch Rückkehrer Key Riebau ersetzt, der die Atlas-Elf noch auf den dritten Platz führte. Darüber hinaus gewann die Atlas-Elf den Niedersachsenpokals der Amateure 2025 durch einen 2:1-Finalsieg über den BSV Rehden.
Damit qualifizierten sich die Delmenhorster für den DFB-Pokal 2025/26, wo die Mannschaft in der ersten Runde auf Borussia Mönchengladbach traf. Die Gladbacher gewannen mit Mühe mit 3:2. Gespielt wurde im Oldenburger Marschweg-Stadion.

## Statistik

### Erfolge
- Teilnahme am DFB-Pokal: 2019/20, 2023/24, 2025/26
- Niedersachsenpokalfinalist 3. Liga/Regionalliga: 2023
- Niedersachsenpokalsieger der Amateure: 2019, 2025
- Niedersachsenpokalfinalist der Amateure: 2024
- Aufstieg in die Regionalliga Nord: 2020
- Meister der Landesliga Weser-Ems: 2017

### Saisonbilanzen
Grün unterlegte Platzierungen kennzeichnen einen Aufstieg, rot unterlegte einen Abstieg.
| Saison  | Liga                       | Level | Platz             | S                 | U                 | N                 | Tore              | Punkte            | Niedersachsenpokal | DFB-Pokal          |
| ------- | -------------------------- | ----- | ----------------- | ----------------- | ----------------- | ----------------- | ----------------- | ----------------- | ------------------ | ------------------ |
| 2012/13 | 1. Kreisklasse OLL/DEL     | IX    | 02.               | 21                | 04                | 03                | 096:24            | 67                | nicht qualifiziert | nicht qualifiziert |
| 2013/14 | Kreisliga OLL/DEL          | VIII  | 02.               | 25                | 05                | 02                | 099:21            | 80                | nicht qualifiziert | nicht qualifiziert |
| 2014/15 | Bezirksliga Weser/Ems 2    | VII   | 02.               | 24                | 05                | 01                | 074:13            | 77                | nicht qualifiziert | nicht qualifiziert |
| 2015/16 | Bezirksliga Weser/Ems 2    | VII   | 01.               | 27                | 02                | 01                | 119:20            | 83                | nicht qualifiziert | nicht qualifiziert |
| 2016/17 | Landesliga Weser/Ems       | VI    | 01.               | 18                | 07                | 05                | 070:32            | 61                | nicht qualifiziert | nicht qualifiziert |
| 2017/18 | Oberliga Niedersachsen     | V     | 09.               | 08                | 13                | 09                | 058:46            | 37                | 1. Runde           | nicht qualifiziert |
| 2018/19 | Oberliga Niedersachsen     | V     | 10.               | 09                | 11                | 10                | 041:40            | 38                | Sieger             | nicht qualifiziert |
| 2019/20 | Oberliga Niedersachsen     | V     | 02.               | 15                | 06                | 02                | 051:22            | 51                | Achtelfinale       | 1. Runde           |
| 2020/21 | Regionalliga Nord          | IV    | Saison annulliert | Saison annulliert | Saison annulliert | Saison annulliert | Saison annulliert | Saison annulliert | Viertelfinale      | nicht qualifiziert |
| 2021/22 | Regionalliga Nord, Gr. Süd | IV    | 04.               | 06                | 07                | 05                | 022:22            | 25                | Qualifikation      | nicht qualifiziert |
| 2021/22 | Meisterrunde               | IV    | 08.               | 04                | 06                | 08                | 018:28            | 18                | Qualifikation      | nicht qualifiziert |
| 2022/23 | Regionalliga Nord          | IV    | 18.               | 08                | 08                | 20                | 053:82            | 32                | Finale             | nicht qualifiziert |
| 2023/24 | Oberliga Niedersachsen     | V     | 03.               | 20                | 03                | 11                | 064:44            | 63                | Finale             | 1. Runde           |
| 2024/25 | Oberliga Niedersachsen     | V     | 03.               | 17                | 08                | 09                | 057:37            | 59                | Sieger             | nicht qualifiziert |
| 2025/26 | Oberliga Niedersachsen     | V     | .                 |                   |                   |                   | :                 |                   | Achtelfinale       | 1. Runde           |

## Persönlichkeiten

### Kader der Saison 2024/25
| 01 | Damian Schobert |
| 24 | Dominik Auras   |
| 26 | Luca Kemna      |

| 02 | Linus Urban        |
| 05 | Ibrahim Temin      |
| 11 | Mohammed Sultani   |
| 18 | Raoul Cissé        |
| 20 | Nicolas Fenski     |
| 21 | Philipp Eggersglüß |
| 22 | Michael Yeboah     |
| 30 | Marlo Siech        |

| 06 | Daniel Hefele      |
| 08 | Mats Kaiser        |
| 10 | Josip Tomić        |
| 14 | Marcel Marquardt   |
| 25 | Joel Schallschmidt |
| 27 | Tom Trebin         |

| 07 | Justin Dähnenkamp |
| 09 | Tobias Fagerström |
| 16 | Julian Quistorff  |
| 23 | Leonit Basha      |
| 28 | Steffen Rohwedder |
| 29 | Sinan Brüning     |

### Transfers der Saison 2025/26
| Zugänge | Abgänge |
| Sommer 2025 | Sommer 2025 |
| --- | --- |
| - Lucas Bauer (GVO Oldenburg) - Jonas Eilers (VfL Osnabrück U-19) - Sven Lameyer (VfL Oldenburg) - Nico Poplawski (1. FC Phönix Lübeck) - Alejo Sánchez Romero (SFN Vechta) - Kilian Sanden (VfL Oldenburg) | - Sinan Brüning (unbekannt) - Luca Kemna (SV Wilhelmshaven) - Milan Szybora (FC Cuxhaven) - Tom Trebin (Heeslinger SC) - Michael Yeboah (unbekannt) |

### Ehemalige Spieler
- Aladji Barrie
- Eike Bansen
- Hakan Cengiz
- Mohamed Darwish
- Dimitrios Ferfelis
- Marek Janssen
- Musa Karli
- Nico Matern
- Dominik Schmidt
- Tobias Steffen
- Rico Sygo
- Mattia Trianni
- Dominic Volkmer
- Kostadin Welkow

### Trainerhistorie
Diese Liste führt alle Trainer seit der Neugründung im Jahre 2012 auf.
| - 1. Juli 2012 bis 30. Juni 2013: Michael Müller - 1. Juli 2013 bis 14. November 2018: Jürgen Hahn - 15. November 2018 bis 15. Dezember 2018: Daniel von Seggern - 16. Dezember 2018 bis 10. Mai 2019: Olaf Blancke | - 10. Mai 2019 bis 30. Juni 2019: Daniel von Seggern - 1. Juli 2019 bis 21. März 2013: Key Riebau - 22. März 2023 bis 22. Oktober 2024: Dominik Schmidt - seit 22. Oktober 2024: Key Riebau |

## Umfeld

### Stadion

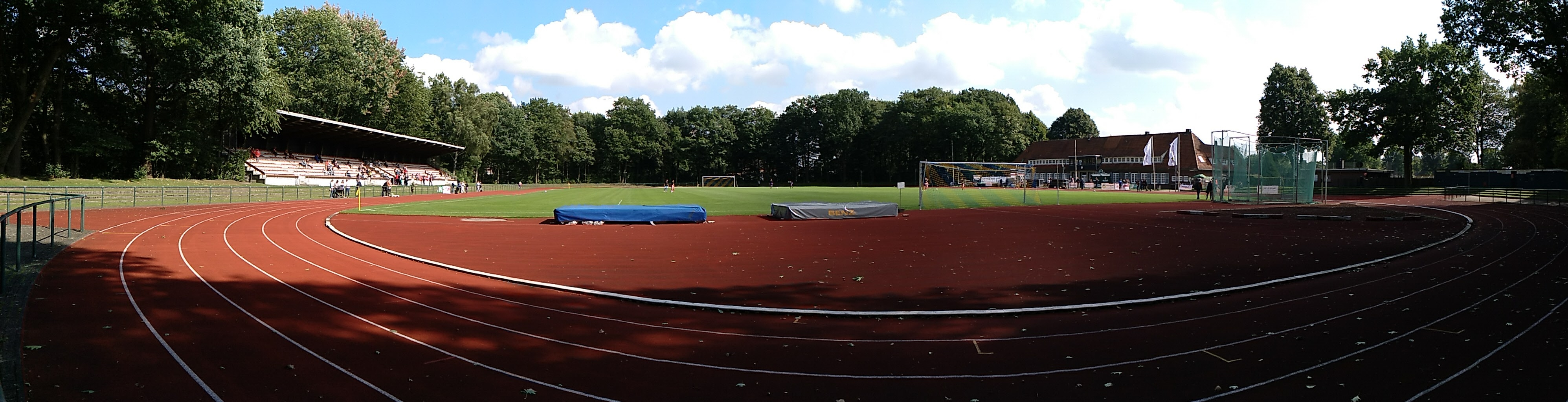
Städtisches Stadion an der Düsternortstraße

Die Fußballmannschaft trägt ihre Heimspiele im Städtischen Stadion an der Düsternortstraße aus. Das Stadion hat eine Kapazität für ca. 12.000 Zuschauer, davon 900 Sitzplätze. Zugelassen sind jedoch nur 6.000 Zuschauer. Der Sportpark wurde bereits während des Zweiten Weltkrieges erbaut und wurde nach der zwischenzeitlichen, kriegsbedingten Zerstörung im Jahre 1951 neu eröffnet. Die Haupttribüne stammt aus dem Jahre 1976. Mitte der 1990er Jahre diente das Stadion in einer Folge der ARD-Serie Nicht von schlechten Eltern als Kulisse. Heutzutage nutzen neben Atlas der SV Tur Abdin Delmenhorst, der KSV Hicretsport Delmenhorst und Rot-Weiß Hürriyet Delmenhorst das Sportgelände.

### Fans
Ähnlich wie der historische Verein verfügt auch die Neugründung des SV Atlas Delmenhorst über eine überdurchschnittlich große Anhängerschaft. In der Landesligasaison 2016/17 sahen 948 Zuschauer im Schnitt die Heimspiele des Vereins. Damit wiesen die Delmenhorster einen mehr als doppelt so hohen Schnitt auf wie der Meister der Oberliga Niedersachsen der Saison 2016/17 SSV Jeddeloh. Den Zuschauerrekord erreichten die Delmenhorster in der Landesligasaison 2016/17, als 2200 Menschen das Heimspiel gegen Kickers Emden sahen. Die Fans des SV Atlas gehen in ihrer Unterstützung neue Wege, in dem unter anderem Spielerpatenschaften übernommen wurden. Als problematisch wird die räumliche Nähe zum Bundesligisten Werder Bremen gesehen. Zeitgleich angesetzte Spiele würden dem SVA bis zu 250 Zuschauer kosten.
Am 4. November 2014 gründete sich mit dem Block H der erste Atlas-Fanclub. Trotz gewisser Ähnlichkeiten wie z. B. einheitliche schwarze Kleidung distanzieren sich die Mitglieder des Block H von der Ultra-Bewegung. Mit fortschreitendem Erfolg im ersten Bezirksligajahr gründete sich unter anderem außerdem die Fangruppierung Block M. Im Juli 2015 spaltete sich ein Teil der Fans von Block H ab und gründete den Fanclub Blau-Gelb Reloaded (BGR). Hintergrund der Spaltung waren unterschiedliche Ansichten über die Art und Weise der Unterstützung. Während Blau-Gelb-Reloaded keine Fanrivalitäten pflegen möchte sehen die Anhänger des Block H Kickers Emden und den VfB Oldenburg als Rivalen.
Im September 2016 kam es beim Spiel von Atlas bei Kickers Emden zu Ausschreitungen, an denen auch Anhänger fremder Vereine beteiligt waren. Der Anhängerschaft des SV Atlas Delmenhorst haftet noch der Hooligan- und Nazi-Ruf aus den 1990er Jahren an.

### Atlas-Museum
Im Sommer 2017 wurde das Atlas-Museum eröffnet. Initiiert wurde das Museum von Kevin Drewes, dessen Vater Bert bereits Fan des historischen Vereins war. Über die Jahre hatte Bert Drewes über 1500 Exponate zusammengetragen, von Trikots über Spielankündigungsplakate bis zu Fanartikeln, und diese jahrelang auf dem Dachboden seines Hauses gelagert. Das Museum befindet sich im Wohnzimmer von Kevin Drewes Wohnung und ist etwa 25 Quadratmeter groß. Rund 100 Arbeitsstunden investierte Kevin Drewes in den Aufbau des Atlas-Museums. Ein besonderes Exponat des Museums ist das Trikot von Vincent Stumpe vom SV Bad Rothenfelde, dessen zwei Tore gegen Blau-Weiß Lohne den Aufstieg des SV Atlas Delmenhorst in die Oberliga 2017 überhaupt erst ermöglicht hatten. Im Gegenzug erhielt Stumpe ein Atlas-Trikot.

### Weitere Mannschaften
Die zweite Mannschaft des SV Atlas Delmenhorst tritt seit dem Aufstieg im Jahre 2020 in der Bezirksliga Weser/Ems an. Darüber hinaus stellt der Verein eine Altseniorenmannschaft in der Altersklasse Ü-40. Im April 2019 gründete der SV Atlas zusammen mit dem Delmenhorster TB die Jugendspielgemeinschaft JSG Delmenhorst. Am 1. April 2020 wurde dann die Jugendspielgemeinschaft JFV Delmenhorst gegründet, dem neben dem SV Atlas noch der Delmenhorster TB und der TuS Heidkrug angehörten. Im Juni 2020 trat der TV Jahn Delmenhorst der Spielgemeinschaft bei. Im Jahr 2024 wurde erst die in der 1. Kreisklasse spielende 3. Herrenmannschaft aufgrund mehrerer Spielerwechsel abgemeldet und später im Jahr auch die bereits als Absteiger aus der Bezirksliga feststehende 2. Mannschaft. Die bisherige 4. Herrenmannschaft nimmt ab der Saison 24/25 als neue 2. Herrenmannschaft in der 3. Kreisklasse teil.